# Soko brigade des stups
Cet article possède un paronyme, voir Brigade des stups.
Soko brigade des stups ou Soko section homicide (Soko 5113 puis Soko München), est une série télévisée allemande en 675 épisodes de 25 puis 45 minutes créée par Dieter Schenk et diffusée entre le 2 janvier 1978 et le 29 décembre 2020 sur ZDF.
Soko est l'acronyme allemand de SOnderKOmmission qu'on peut traduire par Brigade spéciale.
En France, elle est diffusée du 18 mai 1989 au 8 juin 1989 sur TF1 puis du 15 mai 1990 au 22 juin 1991 sur La Cinq, puis du 25 janvier 1992 au 12 avril 1992 sur La Cinq. Rediffusion du 31 août 1992 au 18 juin 1994 sur M6. Rediffusion du 3 juillet 1995 au 6 juillet 1996 et du 6 octobre 1998 au 3 mars 1999 sur France 2. Enfin sur France 3 qui diffusera des inédits sous le titre Soko Section Homicide du 24 décembre 2007 au 28 juin 2010.
La ZDF a décidé d'en arrêter la production et la diffusion prend fin en 2020.

## Synopsis
Le commissaire criminel principal Arthur Bauer et son équipe composée des commissaires Théo Renner, Franz Ainfachnur, Katharina Hahn et Dominik Morgenstern ont fort à faire à Munich. Dans la brigade, Bauer est un chef d'âge mûr, qui analyse chaque affaire avec pondération, enclin à un certain paternalisme avec son équipe. La Soko section homicide a pour mission de protéger Munich des petits délinquants comme des gros truands, de démanteler des trafics de drogues, d'assurer la sécurité de témoins innocents, d'intercepter les receleurs, et d'éviter le pire lors de kidnappings et de braquages.

## Distribution

### Acteurs principaux
- Gerd Silberbauer (de) : Commissaire Principal Arthur Bauer (depuis 34.01)
- Christofer von Beau (de) : Commissaire Ainfachnur Franz (diverses apparitions depuis 25.01)
- Joscha Kiefer (de) : Commissaire Dominik Morgenstern (depuis 36.04)
- Mersiha Husagic (de) : Commissaire Theresa Schwaiger (depuis 44.10)

### Acteurs secondaires
- Florian Odendahl : Maître Maximilian Weissenböck (épisodes 33.19-33.20, depuis 34.01)
- Ilona Grübel : Maître Evelyn Kreiner (diverses apparitions depuis 32.01)

### Anciens acteurs principaux
- Werner Kreindl (†) : Commissaire Principal Karl Göttmann (†) (épisodes 1.01-12.10 et 12.13)
- Wilfried Klaus (VF : Jean-Pierre Denys) : Commissaire Principal Horst Schickl (épisodes 1.01-5.02, 5.07-33.01, 33.10-33.11, 33.13-33.23)
- Hans Dieter Traier : Inspecteur principal Heinz Flock (épisodes 1.01-1.06)
- Ingrid Fröhlich : Commissaire criminel Renate Burger (épisodes 1.01-3.07)
- Diether Krebs (†) : Inspecteur Principal Diether Herle (épisodes 1.01-7.11)
- Bernd Herzsprung : Commissaire Principal Adjoint Fred Less (épisodes 1.01-12.01 puis 33.23)
- Hartmut Becker : Commissaire criminel Rechlin (épisodes 2.03-3.07)
- Tilo Prückner : Inspecteur principal Neubert (épisodes 2.04-3.07)
- Giovanni Früh (†) : Inspecteur "Django" Nussbaumer (épisodes 4.02-4.13)
- Ingeborg Schöner : Commissaire Anna Herbst puis Anna Schickl (épisodes 4.01-6.01 puis diverses apparitions de 6.04 à 33.23)
- Peter Seum (†) : Inspecteur Principal Blaschke (†) (épisodes 5.01-5.09)
- Benita Rinne : Inspecteur Criminel Katrin Rieger (épisodes 6.01-6.06)
- Sabine Kaack : Inspecteur Principal Bärbel Mattner (épisodes 6.07-8.08)
- Verena Mayr : Inspecteur Mascha Brandner (épisodes 8-09-8.14)
- Heinz Baumann : Commissaire Principal Jürgen Sudmann (épisodes 8.01-13.02 puis diverses apparitions de 13.11 à 16.14 puis 33.23)
- Olivia Pascal (VF : Catherine Lafond) : Commissaire Lizzy Berger (†) (épisodes 9.01-15.04 puis 33.23)
- Hartmut Schreier (VF : Pascal Renwick) : Commissaire Manfred Brand (†) (épisodes 12.02-35-19)
- Michel Guillaume (VF : Jean-Philippe Puymartin) : Commissaire Théo Renner (épisodes 13.03-43.13)
- Jutta Schmuttermaier : Inspecteur Principal Ricarda Larenzi (épisodes 15.04-15.11)
- Cay Helmich : Commissaire Maja Cramer (†) (épisodes 16.01-20.17)
- Christine Döring : Commissaire Principal Adjoint Suzanne von Hagenberg (épisodes 21.01-32.06 puis 33.23)
- Bianca Hein : Commissaire Katharina Hahn (épisodes 32.07-45.07)
- Amanda da Gloria : Commissaire Antonia Bischoff (épisodes 41.14-44.09)
- Rolf Schimpf : Huissier de Justice Waldi Zellmann (diverses apparitions de 1.01 à 7.11)

### Anciens commissaires-divisionnaires
- Franz Rudnick : Commissaire-divisionnaire Dietl (diverses apparitions de 16.04 à 26.03)
- Alexander Duda : Commissaire-divisionnaire Kessler (diverses apparitions de 13.08 à 15.11)
- Hans Schulze (de) : Commissaire-divisionnaire Stanelle (diverses apparitions de 4.02 à 14.02)

 Source et légende : version française (VF) sur RS Doublage

## Séries dérivées
La première série dérivée fut Solo für Sudmann (de) en douze épisodes, tournée en 1997, suivie par d'autres séries estampillées ((Soko se déroulant dans d'autres viles d'Allemagne ou d'Autriche :
- - Brigade du crime (Soko Leipzig) depuis 2001
  - Soko (de) Kitzbühel depuis 2003
  - Division criminelle (Soko Cologne) depuis 2003
  - Soko (de) Wismar depuis 2004
  - Vienna crime squad ou Police Action (Soko Vienne en Allemagne et SOKO Donau (de) en Autriche) depuis 2005
  - Section enquêtes criminelles (SOKO Rhein-Main ou Die Spezialisten: Kripo Rhein-Main) depuis 2006
  - Soko (de) Stuttgart depuis 2009

## Épisodes

### Saison 1 (1978)
1. Opération : 22 heures (Einsatz : 22 Uhr)
2. Opération : 22 heures (Eine Leiche für Gottmann)
3. La souricière (Die Stimme vom Recorder)
4. La souricière (Eine Falle für die Dealer)
5. Objectif Joe White (Der Vogel ist aufgeflogen)
6. Objectif Joe White (Jagd auf Joe White)
7. L'indic (Nobbys Tips sind die besten)
8. L'indic (Überfall aus Grossmarkt)
9. L'indic (Die Laus im Pelz)
10. La piste de l'Orient (Die Spuren führen nach Suden)
11. La piste de l'Orient (Wiener Intermezzo)
12. Un homme au-dessus de tout soupçon (Ein feiner Herr wird erpresst)
13. Un homme au-dessus de tout soupçon (Notbremse)
14. Les frères Grosser (Die Brüder Grosser)
15. Les frères Grosser (Eine Scheune zum Frisieren)
16. L'accident de Nobby (Nobby blaue Augen)
17. L'accident de Nobby (K.O.-Tropfen)
18. Une fin sans conclusion (Bella Italia)
19. Une fin sans conclusion (Finale ohne Ende)

### Saison 2 (1980)
1. Cocaïne (Kokain : Teil 1)
2. Cocaïne (Kokain : Teil 2)
3. Cocaïne (Kokain : Teil 3)
4. Les frères de Rosie (Rosis Brüder : Teil 1)
5. Les frères de Rosie (Rosis Brüder : Teil 2)
6. Titre français inconnu (Blüten und Heroin)
7. L'antiquaire (Bruchlandung : Teil 1)
8. L'antiquaire (Bruchlandung : Teil 2)
9. Amsterdam (Tod im Kapseln : Teil 1)
10. Amsterdam (Tod im Kapseln : Teil 2)
11. Titre français inconnu (Knastdealer : Teil 1)
12. Titre français inconnu (Knastdealer : Teil 2)
13. Titre français inconnu (Knastdealer : Teil 3)

### Saison 3 (1983)
1. Scandale (Schneetreiben)
2. La justice de Sardaigne (Die Spur führt nach Sardinien)
3. La drogue des patriotes (Stoff aus der Heimat)
4. La fille d'Anna (An die Nadel verloren)
5. Cocaïne et cacao (Koks und Kakao)
6. Psychotrip (Horrortrip)

### Saison 4 (1984)
1. Les sales gosses (Tapetenwechsel)
2. Gottmann a peur (Göttmann hat Angst)
3. Les Forains (Schutzgeld)
4. Les blousons noirs (Blanker Hass)
5. Les villas abandonnées (Der feine Unterschied)
6. Cambriolage à l'école (Herles Alleingang)
7. Partie de campagne (Goldregen)
8. Cas de conscience (Auftragsarbeit)
9. Majorque (Herrenpartie)
10. Une histoire simple (Ein Mordfall für Göttmann)

### Saison 5 (1986)
1. Le fantôme de Waldi (Herle sieht doppelt)
2. Le long voyage (Sichtvermerk, Teil 1)
3. Les organisateurs (Sichtvermerk, Teil 2)
4. Le gang des motards (Stille Teilhaber)
5. Le Mahashama (In die falsche Richtung)
6. Les fiancées Thaïlandaises (Das Versprechen)
7. Le duel (Das Duell : Part 1)
8. Le duel (Das Duell : Part 2)
9. Le funambule (Artistengepäck)
10. Amsterdam terminus (Endstation Amsterdam)
11. Double meurtre (Finderlohn, Teil 1)
12. La grande sœur (Das harte Geschäft)

### Saison 6 (1987)
1. Le nouveau (Der Neue)
2. Question de confiance (Alles Vertrauenssache)
3. Le sous-fifre (Roter Hahn)
4. Mort d'une star (Mord in der Schickeria)
5. Pizza connection (Pizza-Connection)
6. Chirurgie esthétique (Chirurg im Schussfeld)
7. faites vos vœux (Todsichere Methode)
8. Trafic d'armes (Waffennarren)
9. La souris grise (Der vierte Mann)
10. Le supermarché (Supermarkt)
11. Anna a peur (Anna hat Angst)
12. Le pelletier (Der Helfer)
13. Klatter (Göttmann gibt nicht auf)
14. Sudmann solo (Frontenwechsel)

### Saison 7 (1988)
1. La vie à tout prix (Lebensglück)
2. Sang froid (Niemand ist eiskalt)
3. Jeux vidéo (Hausbesuche)
4. Faux meurtre (Auf freiem Fuss)
5. Modèle San Remo (Modell San Remo)
6. Autos à la carte (Autos à la carte)
7. L'artiste (Der Stahlstecher)
8. Tireur d'élite (Meisterschüsse)
9. L'enfance sage (Trittbrettfahrer)
10. Une affaire d'état (Eine unvergessliche Nacht)
11. Pharmacie (Tod aus der Retorte)
12. Un cadeau de la concurrence (Unliebsame Konkurrenz)
13. Rien ne va plus (Nichts geht mehr)
14. Les cascadeurs (Ware auf Bestellung)
15. Un plan génial (Glückskinder)
16. La dernière victime (Chemie und ihre schmutzigen Kinder)
17. Vengeance (Rache)
18. Le grand frère (Der grosse Bruder)
19. Méfiez vous de l'eau qui dort (Kleinvieh macht auch Mist)
20. Le pro de Rome (Der Profi aus Rom)

### Saison 8 (1990)
1. L'homme sans visage (Ohne Gesicht) (90 min)
2. Les magnetoscopes enchantés (Heimatabend)
3. Faux et usage de faux (Ware aus Fernost)
4. Cérémonie mortelle (Tödliche Zeremonie)
5. L'ordinateur des pompes funèbres (Der Auftraggeber)
6. Echec au roi (Der Knastkönig)
7. Un témoin de trop (Die Qualität des Verräters)
8. Règlements de comptes à L'italienne (Bella Bionda)
9. La raison du plus fort (Vier Augen zuviel)
10. Le passé finit toujours par vous rattraper (Die Vergangenheit kennt kein Ende)
11. Déchets toxiques (Schmutzige Geschäfte)
12. Meurtres par procuration (Mit letztem Einsatz)
13. L'affaire Gestetner (Einen Zug voraus)
14. Un ami de trop (Ein Freund zuviel)
15. Une femme dans la ville (Rückkehr an einen fremden Ort)
16. Une bonne fille (Die Brave)
17. L'interrogatoire (Das Verhör)
18. Comme au bon vieux temps (Der alte Schatten)
19. Une mort synthétique (Der syntetische Tod)

### Saison 9 (1992)
1. Quand la mort sonne deux fois (Wenn der Tod zweimal klingelt)
2. Le nouveau (Der Verbannte)
3. Le complot (Das Komplott)
4. Les faux déménageurs (Der Kuss des Vaters)
5. Dérapage contrôlé (Jedes Rennen gegen den Tod)
6. Le feu qui couvre (Feuer im Herz)
7. Requiem pour le cartel (Der Schatten der Bosse)
8. Un contre tous (Einer gegen alle)
9. Panique chez les sans abris (Berber sterben einsam)
10. Anguille sous roche (Eine Sache unter Freunden)
11. La parole d'un flic (Das Wort eines Bullen)
12. La dernière chance (Für ein Gramm Heroin)
13. Le rêve de Timmer (Timmers Traum)
14. Le garde du corps (Der Leibwächter)
15. L'intuition (Gefühle trügen nie)

### Saison 10 (1993)
1. Quand le passé revient (Besuch aus der Vergangenheit)
2. La veuve du magouilleur (Die Frau des Schieberkönigs)
3. Mise à l'épreuve (Die Mutprobe)
4. L'enlèvement (Wild und treu)
5. Le contact (Die Kontaktperson)
6. Voiture de rêve (Traumautos)
7. Le choix du cavalier (Damenwahl)
8. Mon repos (Waldesrush)
9. Les tricheurs (Falsches Spiel)
10. L'assassin qui est moi (Der Mörder in mir)
11. Petite annonce de mort (Die Annonce und der Tod)
12. Un cadavre de trop (Eine Leiche zuviel)
13. Potemkine vous salue bien (Potemkin lässt grüssen)
14. Le triangle de Danzig (Das Danzig Dreieck)
15. Vengeance raciste (Aus dem Gleichgewicht)

### Saison 11 (1996)
1. Le sourire du traître 1 (Das Lächeln des Verräters 1)
2. Le sourire du traître 2 (Das Lächeln des Verräters 2)
3. La mort de la vieille dame (Der Tod der alten Dame)
4. En dehors du service (Ausser dienst)
5. Les noces noires (Polterabend)
6. Stahlmann (Stahlmann)
7. Le témoin (Der Zeuge)
8. Un étrange suicide (Geruch)
9. Un type intéressant (Ein interessanter Typ)

### Saison 12 (1997)
1. Fin d'une période difficile (Durststrecke beendet)
2. Thérapie (Therapie)
3. Fausse piste (Der falsche Mann)
4. Le glaive des Celtes (Der Keltendolch)
5. Stefan (Stefan)
6. Rêves des Caraïbes (Karibische Träume)
7. Derniers secours (Letzte Hilfe)
8. Liaisons dangereuses (Spiel mit dem Feuer)
9. Indemnités d'invalidité (Schmerzensgeld)
10. Portés disparus (Vermisst)
11. Allergie (Milchgesicht)

### Saison 13 (1997-1998)
1. Jeu macabre (Das Ritual) (90 min)
2. Corruption (Verraten und verkauft)
3. Titre français inconnu (Ein Koffer aus Amsterdam)
4. C'était écrit dans les astres (Sonne, Mond und Sterne)
5. Meurtre pour le compte de personne (Mord ohne Auftrag)
6. Titre français inconnu (Schatten der Vergangenheit)
7. Les apparences sont trompeuses (Ausgetrickst)
8. Mort à la sortie de l'école (Tod nach Schulschluss)
9. Titre français inconnu (Killing)
10. Soleil bleu (Blaue Sonne)
11. Les enfants de Kalle (Kalles Kinder)
12. Titre français inconnu (Offene Wunden)
13. Ton heure est passée (Die Zeit läuft ab)
14. Bons rapports (Gute Verhältnisse)
15. Liens de famille (Familienbande)
16. Malencontreux hasard (Dumm gelaufen)
17. Tout le monde aimait Anja (Alle mochten Anja)
18. Une question de logique (Eine Frage der Logik)
19. Chute mortelle (Ein klarer Fall)

### Saison 14 (1998)
1. Victime ou coupable (Siebzigtausend)
2. Meurtres par amour (Ein Mord aus Liebe)
3. Pour solde de tout comptes (Dunkler Regen)
4. Délai : 36 heures (Noch 36 Stunden)
5. Un meurtre à Palerme (Ein Mord wie in Palermo)
6. Meurtre en direct (Tod einer Therapeutin)
7. Pris dans la masse (Sonderangebot)
8. Les brûlures de l'âme (Brandmal)
9. Légitime défense (Notwehr)
10. Le bouc émissaire (Der Sündenbock)
11. Rubrique : meurtre (Kennwort : Mord)
12. Titre français inconnu (Mord im Auftrag)

### Saison 15 (1999)
1. Tombé de haut (Abgestürzt)
2. Piège à domicile (Bombenstimmung)
3. Des coups de feu dans la nuit (Schüsse aus der Dunkelkeit)
4. Le secret de Sophia (Sophias Geheimnis)
5. Copie non conforme (Blutige Spur)
6. La cérémonie des adieux (Abschiedsfeier)
7. Des plans sur la comète (Milchmädchenrechnung)
8. Toxique affaire (Amour Fou)
9. Et tout cela par amour (Alles aus Liebe)
10. L'Otage (…oder Schickl stirbt)
11. La dernière patrouille de Schuster (Schusters letzte Streife)
12. Tommy (Tommy)
13. La double vie de Werner Eck (Das Doppelleben des Werner Eck)
14. Le chevalier à la rose (Rosenkavalier)
15. Profession de foi (Das Gelübde)
16. Titre français inconnu (Der Überläufer)

### Saison 17 (1999)
1. Titre français inconnu (Auge um Auge)
2. Titre français inconnu (Schuld und Sühne)
3. Titre français inconnu (Lottokönig)
4. Titre français inconnu (Argentinische Verlobung)
5. Titre français inconnu (Tödliche Liebe)
6. Titre français inconnu (Schnappschüsse)
7. Titre français inconnu (Blutige Strafe)
8. Titre français inconnu (Ein verpfuschtes Leben)

### Saison 18 (2000)
1. Une mère tyrannique (Mutterliebe)
2. Le lion est lâché (Der Löwe ist los)
3. Le saut de l'ange (Todessprung)
4. Mort sous tension (Tod unter Strom)
5. Miss Munich (Das Münchner Madl)
6. Echec et mat (Mord mit den besten Empfehlungen)
7. Titre français inconnu (Im Namen Gottes) (90 min)
8. Traces effacées (Verwischte Spuren)
9. Poudres de perlimpinpin (Fauler Zauber)
10. La dernière chasse (Die Jäger)
11. Affaire de famille (Familieangeleigenheiten)
12. Mauvais calculs (Eine Nummer zu grob)
13. Cache mortelle (Feuer und Wasser)
14. Les pirates (Piraten)
15. Les fantômes du bijoutier (Plötzlich und unerwartet)
16. Rendez-vous piégé (Das Rendezvous)
17. Apparences trompeuses (Brudermord)

### Saison 19 (2000)
1. Chantage en héritage (Farbers Vermächtnis)
2. La brigade au grand cœur (Ausgesetzt)
3. Manipulations (Der geborene Verlierer)
4. Poison en eaux troubles (Der Mann des Jahres)
5. Tout l'art de l'alibi (Die Kunst des Alibis)
6. Pris à la gorge (Menschenkenntnis)
7. A vos marques (Auf die Plätze…)
8. Amour à mort (Leichte Beute)
9. La princesse de glace (Die Eisprinzessin), avec Judith Richter
10. Roman mortel (Gleichung mit einer Unbekannten)
11. Remise en forme (Wer schön sein will…)
12. Titre français inconnu (Party für vier Leichen)

### Saison 20 (2001)
1. Titre français inconnu (Ludwig der Letzte)
2. Titre français inconnu (Alleingang)
3. Titre français inconnu (Tot an der Fahne)
4. Titre français inconnu (Besessen)
5. Titre français inconnu (Schachmatt)
6. Titre français inconnu (Bodenlos)
7. Titre français inconnu (Eingeschlossen)
8. Titre français inconnu (Pizza Amore)
9. Titre français inconnu (Ein mörderischer Fall)
10. Titre français inconnu (Nach dreibig Jahren)
11. Titre français inconnu (Unter Zwang)

### Saison 21 (2002)
1. Titre français inconnu (Handlanger)
2. Titre français inconnu (Der letzte Flug)
3. Titre français inconnu (La Divina)
4. Titre français inconnu (Wein, Weib und Mord)
5. Titre français inconnu (Henkersmahlzeit)
6. Titre français inconnu (Der gute Mensch von Harlaching)
7. Titre français inconnu (Endstation Floblände)

### Saison 22 (2002)
1. Titre français inconnu (Erschlagende Verbindung)
2. Titre français inconnu (Morgen bist du ein Star)
3. Titre français inconnu (Böses Erwachen)
4. Titre français inconnu (Eigendynamik)
5. Titre français inconnu (Die letzte Tour)
6. Titre français inconnu (Bei Anruf Mord)
7. Titre français inconnu (Amnesie)
8. Titre français inconnu (Barbie)
9. Titre français inconnu (Die Abrechnung)

### Saison 23 (2003)
1. Titre français inconnu (Blutopfer) (90 min)
2. Titre français inconnu (Das Geheimnis von Blandford Castle)
3. Titre français inconnu (Die Stimme)
4. Titre français inconnu (Um jeden Preis)
5. Titre français inconnu (Gegen den Strom)
6. Titre français inconnu (Das letzte Wort)
7. Titre français inconnu (Alles Tarnung)
8. Titre français inconnu (Der letzte Schliff)
9. Titre français inconnu (Seitensprünge)
10. Titre français inconnu (Andere Zeiten)
11. Titre français inconnu (Der Königsmacher)
12. Titre français inconnu (Match over)

### Saison 24 (2003)
1. Titre français inconnu (Der Hammer fällt)
2. Titre français inconnu (Mord vom Fass)
3. Titre français inconnu (Das Mörderspiel)
4. Titre français inconnu (Frühe Sünden)
5. Titre français inconnu (Die Spur des Clowns)
6. Titre français inconnu (Zurück in den Tod)
7. Titre français inconnu (Heile Welt)
8. Titre français inconnu (Die Befragung)
9. Titre français inconnu (Ausgepowert)
10. Titre français inconnu (Tödliche Pantomime)
11. Titre français inconnu (Bube, Dame, Mord)
12. Titre français inconnu (Auf Messers Schneide)
13. Titre français inconnu (Der letzte Tanz)

### Saison 25 (2004)
1. Titre français inconnu (Ritt in den Tod)
2. Titre français inconnu (Eine Frage des Gefühls)
3. Titre français inconnu (Unglücksstern)
4. Titre français inconnu (Eine feine Gesellschaft)
5. Titre français inconnu (Den Tod vor Augen)
6. Titre français inconnu (Durchgedreht)
7. Titre français inconnu (Tot in der Presse)
8. Titre français inconnu (Edwards)

### Saison 26 (2004)
1. Titre français inconnu (Schlangenkuss)
2. Titre français inconnu (Puppenspieler)
3. Titre français inconnu (Kleine Tiere, grobe Tiere)
4. Titre français inconnu (Der Meisterdetektiv)
5. Titre français inconnu (Susannes Trauma)
6. Titre français inconnu (Schatzräuber)
7. Titre français inconnu (Mord'œuvre)
8. Titre français inconnu (Heimspiel)
9. Titre français inconnu (Mord im zweiten Stock)
10. Titre français inconnu (Eine alte Rechnung)
11. Titre français inconnu (Der Baulöwe)
12. Titre français inconnu (Total verfahren)

### Saison 27 (2005)
1. Titre français inconnu (Inas Rückkehr)
2. Titre français inconnu (Ein ordentliches Haus)
3. Titre français inconnu (Sicher ist Sicher)
4. Titre français inconnu (Street Art)
5. Titre français inconnu (Tod eines Diebes)
6. Titre français inconnu (Drei Brüder)
7. Titre français inconnu (Stille Wasser)
8. Titre français inconnu (Höhenflug)
9. Titre français inconnu (Ein Engel stirbt)

### Saison 28 (2005)
1. Titre français inconnu (Kaltgestellt)
2. Titre français inconnu (Familiengrab)
3. Titre français inconnu (Tango mortale)
4. Titre français inconnu (Eine Million für Emily)
5. Titre français inconnu (Tödicher Belcanto)

### Saison 29 (2006)
1. Titre français inconnu (Kapstadt sehen und sterben) (90 min)
2. Titre français inconnu (Gegen die Zeit)
3. Titre français inconnu (Aus Verzweiflung)
4. Titre français inconnu (Comeback)
5. Titre français inconnu (Applaus für einen Toten)
6. Titre français inconnu (Du sollst nicht töten)
7. Titre français inconnu (Weibwürste für Romeo)
8. Titre français inconnu (Ein besseres Leben)
9. Titre français inconnu (Das kleine Biest)
10. Titre français inconnu (Drei)
11. Titre français inconnu (Schwarze Sonne)
12. Titre français inconnu (Wehrlos)
13. Titre français inconnu (Der Tod unter dem Maibaum)

### Saison 30 (2006)
1. Titre français inconnu (Und plötzlich ist alles anders)
2. Titre français inconnu (Man stirbt nur einmal)
3. Titre français inconnu (Unter Wölfen)
4. Titre français inconnu (Mord verjährt nicht)
5. Titre français inconnu (Verstrickungen)
6. Titre français inconnu (Der Rächer)
7. Titre français inconnu (Mord wie im Groschenroman)
8. Titre français inconnu (Einer für alle)
9. Titre français inconnu (Tödliches Paradies)
10. Titre français inconnu (Schlitzohr)
11. Titre français inconnu (Spurwechsel)
12. Titre français inconnu (Das Schwert des Samurai)

### Saison 31 (2007)
1. Titre français inconnu (Der Ausschuss)
2. Titre français inconnu (High Society)
3. Titre français inconnu (Tod nach Dienstschluss)
4. Titre français inconnu (Ein Leben für die Kunst)
5. Titre français inconnu (Verhängnis)
6. Titre français inconnu (Sturmtraum)
7. Titre français inconnu (Heldentod)
8. Titre français inconnu (Blutsbrüder)
9. Titre français inconnu (Der fremde Freund)

### Saison 32 (2007)
1. Titre français inconnu (Tödliche Spekulation)
2. Titre français inconnu (Domino)
3. Titre français inconnu (Am Abgrund)
4. Titre français inconnu (Schattenseiten)
5. Titre français inconnu (Gestorben wird immer)
6. Titre français inconnu (Tief gefallen)
7. Titre français inconnu (Unter Verdacht)
8. Titre français inconnu (Tödlicher Fund)
9. Titre français inconnu (Die Greifer)
10. Titre français inconnu (Stille Nacht, tödliche Nacht)
11. Titre français inconnu (Das Urteil) (90 min)
12. Titre français inconnu (Seifenoper)
13. Titre français inconnu (Schwelbrand)

### Saison 33 (2008)
1. Titre français inconnu (Episode 33.1)
2. Titre français inconnu (Tod auf Zehenspitzen)
3. Titre français inconnu (Hilflos)
4. Titre français inconnu (Der zweite Mann)
5. Titre français inconnu (Mitten ins Herz)
6. Titre français inconnu (Teufelskirschen)
7. Titre français inconnu (Der Gehängte)
8. Titre français inconnu (Ohnmacht)
9. Titre français inconnu (Identität)
10. Titre français inconnu (Die Akte Göttmann) (90 min)
11. Titre français inconnu (Der Nachfolger)
12. Titre français inconnu (Kopflos)
13. Titre français inconnu (Auf der Jagd)
14. Titre français inconnu (Zimmer 105)
15. Titre français inconnu (Ausverkauf)

### Saison 34 (2008)
1. Titre français inconnu (Der Nachfolger)
2. Titre français inconnu (Die vergessenen Männer)
3. Titre français inconnu (Requiem)
4. Titre français inconnu (Fairway to Heaven)
5. Titre français inconnu (Endstation Hoffnung)
6. Titre français inconnu (Tausend Tage)
7. Titre français inconnu (Tod in bester Lage)
8. Titre français inconnu (Der Kronzeuge)
9. Titre français inconnu (Angst)
10. Titre français inconnu (Brisante Dateien)
11. Titre français inconnu (Der Mann hinter der Mauer)
12. Titre français inconnu (Pfadfinder)
13. Titre français inconnu (Wer hat Angst vorm schwarzen Mann)
14. Titre français inconnu (Riekes Schwester)
15. Titre français inconnu (Letzter Halt - Sophienplatz)
16. Titre français inconnu (Tote kuscheln nicht)
17. Titre français inconnu (Schweinefraß)
18. Titre français inconnu (Ein Käfig voller Künstler)
19. Titre français inconnu (Das letzte Abendmahl)
20. Titre français inconnu (Ein schmutziges Geschäft)

### Saison 35 (2009)
1. Titre français inconnu (Amok)
2. Titre français inconnu (Tod im Regenbogen)
3. Titre français inconnu (Zwei Frauen und ein Mord)
4. Titre français inconnu (Wa(h)re Liebe)
5. Titre français inconnu (Trachtlers Tod und falsches Spiel)
6. Titre français inconnu (Vater ist der Beste)
7. Titre français inconnu (Die letzte Kugel)
8. Titre français inconnu (Flüchtige Liebe)
9. Titre français inconnu (Tödliches Stelldichein)
10. Titre français inconnu (Späte Frucht)
11. Titre français inconnu (Bis dass der Tod euch scheidet)
12. Titre français inconnu (Spurlos)
13. Titre français inconnu (Querschuss)
14. Titre français inconnu (Der Fluch der bösen Tat)
15. Titre français inconnu (Junggesellenabschied)
16. Titre français inconnu (Ungeschminkt)
17. Titre français inconnu (Unter der Eiche)
18. Titre français inconnu (Ausgebrannt (Teil 1))
19. Titre français inconnu (Ausgebrannt (Teil 2))
20. Titre français inconnu (Vendetta) (90 min)

### Saison 36 (2010)
1. Titre français inconnu (Im Schatten des Todes)
2. Titre français inconnu (Tod eines Hochzeitsplaners)
3. Titre français inconnu (Herbstzeitlose)
4. Titre français inconnu (Der Fluch des Osiris)
5. Titre français inconnu (Der Ärger mit Bruno)
6. Titre français inconnu (Schmarotzer)
7. Titre français inconnu (Masken)
8. Titre français inconnu (Nur fünf Minuten)
9. Titre français inconnu (Kopflos)
10. Titre français inconnu (Auf der Jagd)
11. Titre français inconnu (Zimmer 105)
12. Titre français inconnu (Hausmach)
13. Titre français inconnu (Tod eines Sergeants)
14. Titre français inconnu (Unter die Haut)
15. Titre français inconnu (Für die gute Sache)
16. Titre français inconnu (Hals über Kopf)
17. Titre français inconnu (Mord auf der Wiesn)
18. Titre français inconnu (Untreu bis in den Tod)
19. # Titre français inconnu (Bis(s) in alle Ewigkeit)
20. # Titre français inconnu (Schlussapplaus)

### Saison 37 (2011)
1. Titre français inconnu (Die Tote des Monats)
2. Titre français inconnu (Kepplers letzter Fall)
3. Titre français inconnu (Das Blut der Ballerina)
4. Titre français inconnu (Die Venus von Pasing)
5. Titre français inconnu (In dubio pro Leo?)
6. Titre français inconnu (Dabei sein ist alles)
7. Titre français inconnu (Der Tanz der Schäffler)
8. Titre français inconnu (Eine bessere Welt)
9. Titre français inconnu (Blutiger Honig)
10. Titre français inconnu (Tod am roten Punkt)
11. Titre français inconnu (Lichtgänger)
12. Titre français inconnu (Das letzte Türchen)
13. Titre français inconnu (Unter die Räder)
14. Titre français inconnu (Der einzige Zeuge)
15. Titre français inconnu (Die Rückkehr)
16. Titre français inconnu (Hölle im Kopf)
17. Titre français inconnu (Kalte Spuren)
18. Titre français inconnu (Tabula Rasa)
19. Titre français inconnu (Der Herbst der Nackten)
20. Titre français inconnu (Wastls Erben)
21. Titre français inconnu (Bergab)
22. Titre français inconnu (Pentagon) (1/2)
23. Titre français inconnu (Pentagon) (2/2)

### Saison 38 (2012)
1. Titre français inconnu (Nachtflug nach Caracas)
2. Titre français inconnu (Abgehauen)
3. Titre français inconnu (Das letzte Solo)
4. Titre français inconnu (Den Tod gibt's nicht umsonst)
5. Titre français inconnu (Eine Geistergeschichte)
6. Titre français inconnu (Liebe, Sex und Tod)
7. Titre français inconnu (Ungesühnt)
8. Titre français inconnu (Todestag)
9. Titre français inconnu (Monster)
10. Titre français inconnu (Ausgekocht)
11. Titre français inconnu (Unter Kollegen)
12. Titre français inconnu (Dominiks Bauchgefühl)
13. Titre français inconnu (Grenzenloser Hass)
14. Titre français inconnu (Der falsche Weg)
15. Titre français inconnu (Carmen)
16. Titre français inconnu (Große Jungs)
17. Titre français inconnu (Für meine Tochter)
18. Titre français inconnu (Die Insel)
19. Titre français inconnu (Eine brasilianische Affäre)
20. Titre français inconnu (Ein perfekter Plan)
21. Titre français inconnu (Brennendes Herz)
22. Titre français inconnu (Die Maßnahme)
23. Titre français inconnu (Der Tod des Marquis)
24. Titre français inconnu (Das Alibi)

### Saison 39 (2013)
1. Titre français inconnu (Der Prozess)
2. Titre français inconnu (Brautraub)
3. Titre français inconnu (Der Engel von Schwabing)
4. Titre français inconnu (Ein Leben in Würde)
5. Titre français inconnu (Der Schrat)
6. Titre français inconnu (Bäckersterben)
7. Titre français inconnu (Der Aufreißer)
8. Titre français inconnu (Ausgespäht)
9. Titre français inconnu (Der Schwimmer)
10. Titre français inconnu (Alte Kameraden)
11. Titre français inconnu (Es bleibt in der Familie)
12. Titre français inconnu (Wasserratten)
13. Titre français inconnu (Entfaltet)
14. Titre français inconnu (Zurück ins Leben)
15. Titre français inconnu (Blitz und Donner)
16. Titre français inconnu (Das Projekt)
17. Titre français inconnu (Holzhackerbuam)
18. Titre français inconnu (Ein Spiel zu viel)
19. Titre français inconnu (Seelenfresser)
20. Titre français inconnu (Alles wird gut)
21. Titre français inconnu (Der Tote im Park)
22. Titre français inconnu (Ein schönes Mädchen)
23. Titre français inconnu (Flammende Herzen)
24. Titre français inconnu (Scheiß Schiri)
25. Titre français inconnu (Der Golfsack)

### Saison 40 (2014)
1. Titre français inconnu (Sonnbach Teil 1)
2. Titre français inconnu (Sonnbach Teil 2)
3. Titre français inconnu (Tanz auf dem Vulkan)
4. Titre français inconnu (Patientin Nr. 12)
5. Titre français inconnu (Der Turm)
6. Titre français inconnu (Verrückt)
7. Titre français inconnu (Böse)
8. Titre français inconnu (Wahlverwandtschaften)
9. Titre français inconnu (Betrogen)
10. Titre français inconnu (Ein perfektes Leben)
11. Titre français inconnu (Die grüne Schlange)
12. Titre français inconnu (Work Hard)
13. Titre français inconnu (Sommer '94)
14. Titre français inconnu (Die Frau des Kriegers)
15. Titre français inconnu (Der stumme Diener)
16. Titre français inconnu (Chaos im Kopf)
17. Titre français inconnu (30 Stimmen und ein Todesfall)
18. Titre français inconnu (Rattenfänger)
19. Titre français inconnu (Auf Abwegen)
20. Titre français inconnu (Die Kinder der Agathe S.)
21. Titre français inconnu (Ore-Ore)

### Saison 41 (2015)
1. Titre français inconnu (Muffel tot!)
2. Titre français inconnu (Herzblut)
3. Titre français inconnu (Tod hinter Gittern)
4. Titre français inconnu (Die schwarze Acht)
5. Titre français inconnu (Black Monk)
6. Titre français inconnu (Westend)
7. Titre français inconnu (Opfer)
8. Titre français inconnu (Haus Nr. 7)
9. Titre français inconnu (Strahlemann)
10. Titre français inconnu (Boazn Blues)
11. Titre français inconnu (Offline)
12. Titre français inconnu (Der Weg der Leber)
13. Titre français inconnu (Das irische Mädchen)
14. Titre français inconnu (Restart)
15. Titre français inconnu (Quid Pro Quo)
16. Titre français inconnu (Der Ring)
17. Titre français inconnu (Fuxjagd)
18. Titre français inconnu (Falling Down)
19. Titre français inconnu (Warmes Bier geht nicht)
20. Titre français inconnu (Jackpot)
21. Titre français inconnu (Der Kuss)
22. Titre français inconnu (Kornkreise)
23. Titre français inconnu (Süßes Gift)
24. Titre français inconnu (Der Angriff: Part 1)
25. Titre français inconnu (Der Angriff: Part 2)

### Saison 42 (2016)
1. Titre français inconnu (Ausweglos)
2. Titre français inconnu (Der verlorene Sohn)
3. Titre français inconnu (Targets)
4. Titre français inconnu (Sternschnuppen)
5. Titre français inconnu (Das Halstuch)
6. Titre français inconnu (Katharinas Albtraum)
7. Titre français inconnu (Die rote Bank)
8. Titre français inconnu (Abgezockt)
9. Titre français inconnu (In the Ghetto)
10. Titre français inconnu (Wutbürger)
11. Titre français inconnu (Zombie)
12. Titre français inconnu (Dropouts)
13. Titre français inconnu (Kaninchenmord)
14. Titre français inconnu (Die letzte Fahrt)
15. Titre français inconnu (Tremolo)
16. Titre français inconnu (Sieg in den Genen)
17. Titre français inconnu (Handgeld)
18. Titre français inconnu (Querschnitt)
19. Titre français inconnu (Nachtschicht)
20. Titre français inconnu (Der Mann im Baum)
21. Titre français inconnu (Altweibersommer)
22. Titre français inconnu (Tod im Biergarten)
23. Titre français inconnu (Gutes Karma, schlechtes Karma)
24. Titre français inconnu (Perle im Staub)
25. Titre français inconnu (Panik-Hotel)
26. Titre français inconnu (Mädchenträume)

### Saison 43 (2017)
1. Titre français inconnu (Die Schuld der Väter)
2. Titre français inconnu (Der Ermittlungsrichter)
3. Titre français inconnu (Puppen von Pasing)
4. Titre français inconnu (Ein Mordszelt)
5. Titre français inconnu (Nachtwache)
6. Titre français inconnu (Tanz der junggebliebenen Herzen)
7. Titre français inconnu (Tod auf Samtpfoten)
8. Titre français inconnu (Theos Abschied)
9. Titre français inconnu (Wann ist ein Mann ein Mann?)
10. Titre français inconnu (Heiliger St. Martin)
11. Titre français inconnu (Der Querulant)
12. Titre français inconnu (Licht und Schatten)
13. Titre français inconnu (Späte Ruhe)
14. Titre français inconnu (Jadas Welt)
15. Titre français inconnu (Blindes Vertrauen)
16. Titre français inconnu (Machtlos)
17. Titre français inconnu (Himmel, Herrgott, Sacramento)
18. Titre français inconnu (Haltlos)
19. Titre français inconnu (Tödliche Verführung)
20. Titre français inconnu (24 Stunden)
21. Titre français inconnu (Es braut sich was zam)
22. Titre français inconnu (Die letzte Hexe)
23. Titre français inconnu (Ausgedient)
24. Titre français inconnu (Treue bis in den Tod)
25. Titre français inconnu (Kain und Abel)
26. Titre français inconnu (Die Verlorenen)
27. Titre français inconnu (Duftspuren)

### Saison 44 (2018)
1. Titre français inconnu (Tod im Schweinestall)
2. Titre français inconnu (So wie du bist)
3. Titre français inconnu (Fünf Minuten)
4. Titre français inconnu (Rabaukenhaus)
5. Titre français inconnu (Tod unter Brücken)
6. Titre français inconnu (Feuerland)
7. Titre français inconnu (Schärfer als die Polizei erlaubt)
8. Titre français inconnu (Muki)
9. Titre français inconnu (Unter Männern)
10. Titre français inconnu (Machtverhältnisse)
11. Titre français inconnu (Tödlicher Irrtum)
12. Titre français inconnu (Verkaufte Liebe)
13. Titre français inconnu (Stille Liebe)
14. Titre français inconnu (Überleben)
15. Titre français inconnu (Fischerstechen)
16. Titre français inconnu (Der Mann ohne Gewissen)
17. Titre français inconnu (Der amerikanische Freund)
18. Titre français inconnu (Wer anderen eine Grube gräbt)
19. Titre français inconnu (Recht und Gerechtigkeit)
20. Titre français inconnu (Tippgemeinschaft)
21. Titre français inconnu (Madonna von Gaming)
22. Titre français inconnu (Isegrim)

### Saison 45 (2019)
1. Titre français inconnu (Vom Geben und Nehmen)
2. Titre français inconnu (Sinfonie der Großstadt)
3. Titre français inconnu (Tod eines Kochs)
4. Titre français inconnu (Gefährlicher Dunstkreis)
5. Titre français inconnu (Ungleiche Brüder)
6. Titre français inconnu (Einbruch)
7. Titre français inconnu (Tod in Bestzeit)
8. Titre français inconnu (Im Angesicht des Todes)
9. Titre français inconnu (Affenliebe)
10. Titre français inconnu (Tödliche Vergangenheit)
11. Titre français inconnu (Ein kunstvoller Tod)
12. Titre français inconnu (4 Zimmer, Küche, Bad)
13. Titre français inconnu (Die letzte Lieferung)

### Saison 46 (2020)
1. Titre français inconnu (Auf der Hut)
2. Titre français inconnu (Die Hebamme)
3. Titre français inconnu (Pranks)
4. Titre français inconnu (Von Luft und Liebe)
5. Titre français inconnu (Auf der Walz)
6. Titre français inconnu (Endstation)
7. Titre français inconnu (Nackte Wahrheit)
8. Titre français inconnu (Taxi, Taxi)
9. Titre français inconnu (Mordsbaum)
10. Titre français inconnu (Tod am Bauzaun)
11. Titre français inconnu (Das dritte Auge)
12. Titre français inconnu (Tod eines Autors)
13. Titre français inconnu (Cuba Liebe)
14. Titre français inconnu (Notruf)
15. Titre français inconnu (Countdown)